# 野狸岛

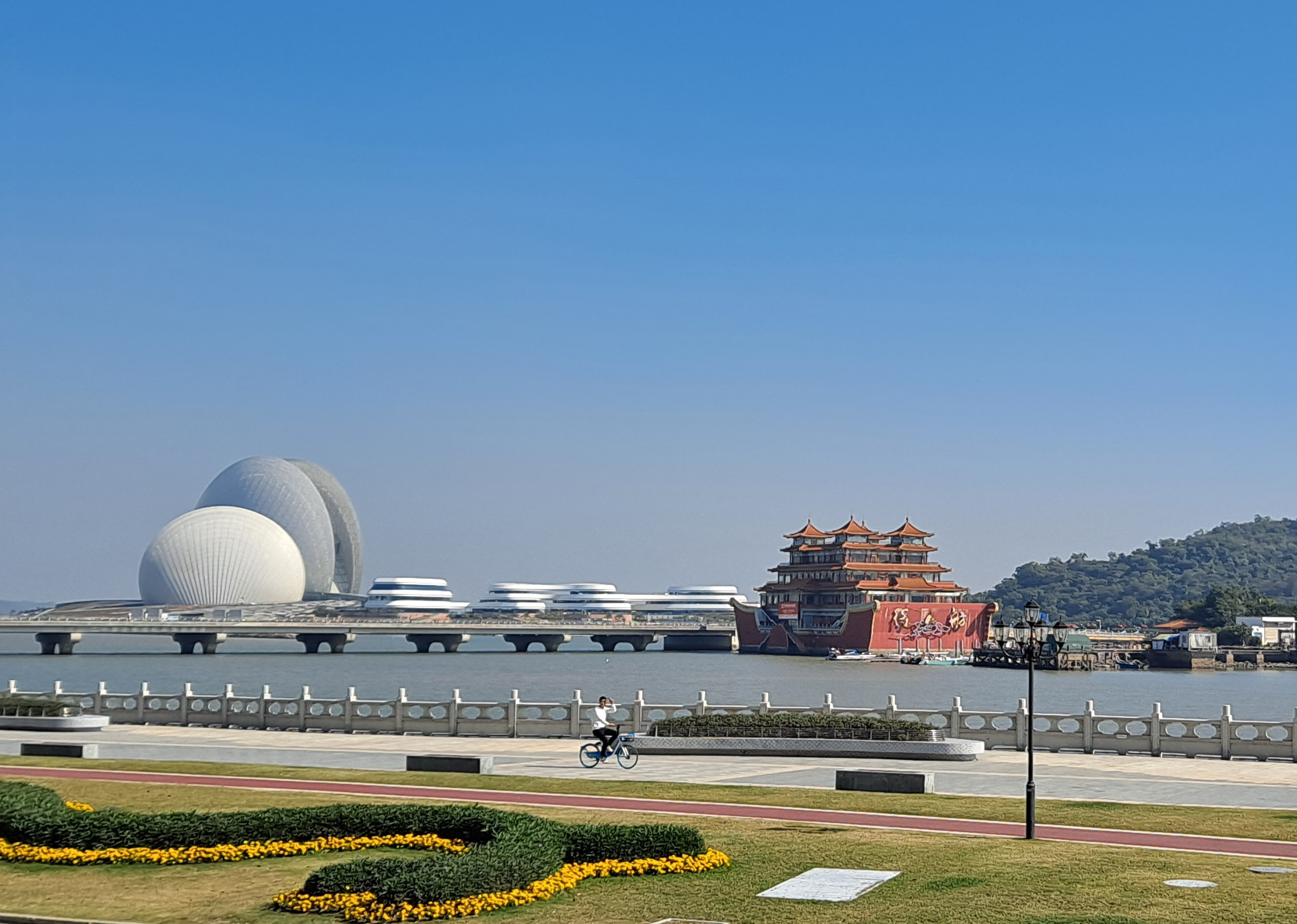
野狸岛的珠海大剧院和得月舫

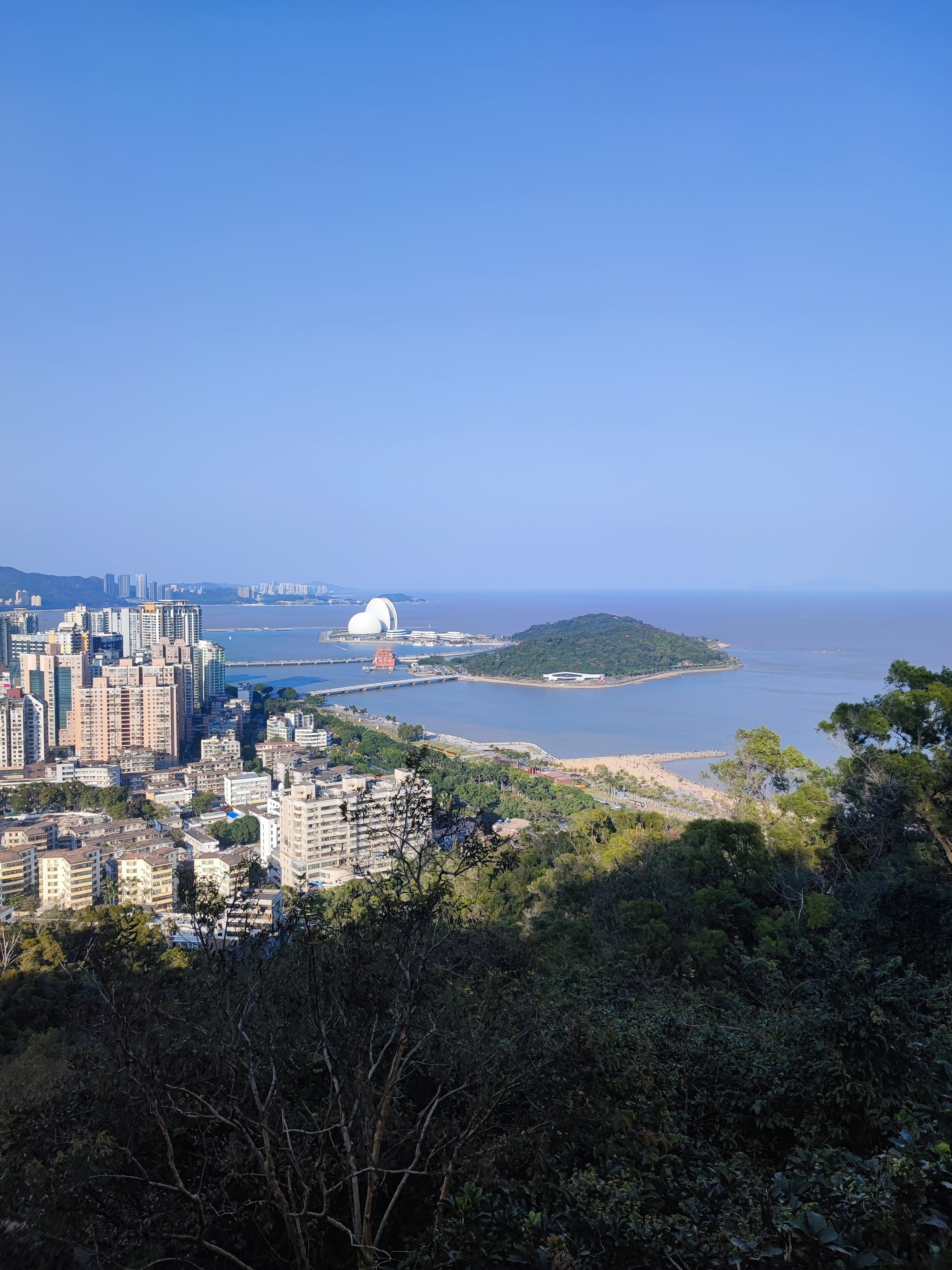
从板樟山眺望野狸岛

野狸岛，别名名亭公园，是中國珠海市香洲区香湾街道下辖的一座岛屿，在珠海各海岛中离大陆最近。野狸岛西距离香洲大陆约400米，南部距离菱角咀1.5公里，面积约0.42平方公里。从香洲大陆有海燕桥和新月桥连接野狸岛。野狸岛有一条长3.5公里的休闲环岛路，称为海语路，亦有长3公里的登山路，还有一个草坪飞行场。野狸岛与珠海大剧院衔接。
搭乘珠海公交线路L1、9、99路可以到达野狸岛。